# بازی جرالد (فیلم)
بازی جرالد (انگلیسی: Gerald's Game) یک فیلم آمریکایی در ژانر دلهره‌آور و وحشت روان‌شناختی به تدوین و کارگردانی مایک فلناگان است که در سال ۲۰۱۷ توسط نت‌فلیکس منتشر شد. این فیلم با اقتباس از رمانی به همین نام نوشته استیون کینگ ساخته شده‌است. در این فیلم کارلا گوجینو و بروس گرینوود ایفای نقش می‌کنند.
این فیلم نقدهای مثبتی از سوی منتقدان دریافت کرد و از عملکرد گوجینو تمجید شد.

## داستان
یک زن و شوهر از طریق بستن دست‌ها به تخت خواب قصد دارند تا زندگی جنسی خود را رونق و تنوع ببخشند و برای این کار، آن‌ها به کلبه ای دور افتاده در میان کوه‌ها می‌روند و امیدوارند که روز عاشقانه‌ای را پشت سر بگذارند اما اتفاقات ناگواری رقم می‌خورد.